# Liceio

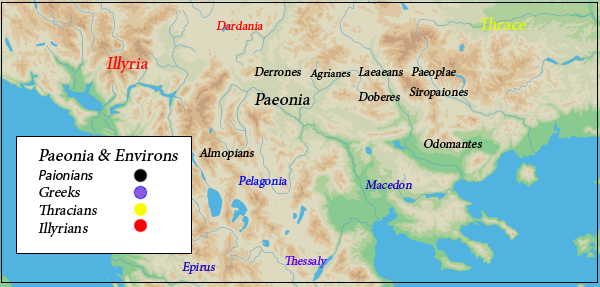
Peônia - tribos e arredores

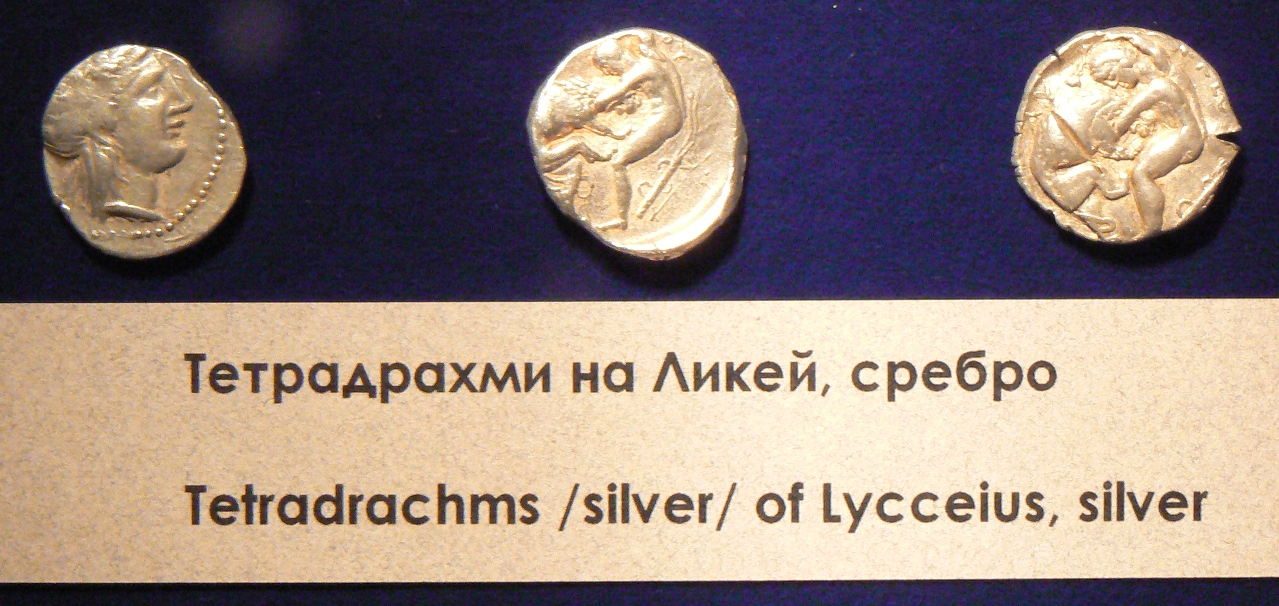
Tetradracmas de prata datados do reinado de Liceio. Parte do tesouro Rezantsi, Bulgária

Liceio, Licpeio ou Lipeio (em grego clássico: Λύκκειος, Λύκπειος ou Λύππειος; governou 356-340 a.C.) foi um antigo rei peônio que ingressou numa coalizão anti-Macedônia com Grabo e Trácia em 356 a.C.
Foi precedido no trono por Ágis e sucedido por Patrau.